# Eleição municipal de Londrina em 1988
A eleição municipal de Londrina em 1988 ocorreu em 15 de novembro de 1988. O prefeito era Wilson Rodrigues Moreira, do PSDB, que terminaria seu mandato em 1 de janeiro de 1989. Antonio Belinati, do PDT, foi eleito prefeito de Londrina ainda no primeiro turno.
Passados cinco anos, o prefeito Wilson Rodrigues Moreira não pode concorrer a reeleição. O grupo do prefeito articulou-se para lançar o nome de José Tavares como candidato situacionista, enquanto Antonio Belinati se lançou como candidato do PDT. Antonio Belinati sagrou-se vitorioso no primeiro turno contra o deputado José Tavares.

## Resultado da eleição para prefeito

### Primeiro turno
| Candidatos a prefeito   | Candidatos a vice-prefeito    | Número | Coligação                   | Votação |
| ----------------------- | ----------------------------- | ------ | --------------------------- | ------- |
| Antonio Belinati PDT    | Carlos Antonio Franchello PDT | 12     | PDT, PFL, PL, PMC, PDC      | 68.951  |
| José Tavares PMDB       | Manoel Barros de Azevedo PMDB | 15     | PMDB, PSDB, PCdoB, PSB, PCB | 68.163  |
| João Scaff PDS          | Nilton Góes PDS               | 11     | PDS (sem coligação)         | 13.346  |
| Alcides de Carvalho PT  | Rosemari Friedmann Angeli PT  | 13     | PT (sem coligação)          | 8.366   |
| Walter Motta Campos PTB | José Antonio de Queiroz PTB   | 14     | PTB (sem coligação)         | 1.195   |